# ベロナ (競走馬)
ベロナ（1962年5月13日 - 1966年11月7日）は、日本中央競馬会に所属していた競走馬。1965年のオークスを優勝。
馬齢は2000年まで使用されていた旧表記（数え年）を用いる。

## 経歴
父ソロナウェーはアイルランド生産の競走馬・種牡馬で、競走馬時代にはアイリッシュ2000ギニーなどを制し、種牡馬としては1959年に日本に輸出された後も多くの活躍馬を輩出し、1966年には日本リーディングサイアーとなるなど1960年代の日本競馬を代表する種牡馬の一頭となった。
馬主は野上辰之助から途中で大蔵大臣時代の田中角栄に替わった。名義は夫人の田中はなになっていたが、実質上は田中自身の持ち馬であり、ベロナが優駿牝馬を勝った1965年には東京馬主協会会長を務めた。なお、ベロナは永田雅一から譲り受けたとも言われているが詳細は不明。

### 戦績
1964年（3歳）夏の小倉開催でデビューし、2戦目の小倉3歳特別はレコードで初勝利。ここから10月の阪神宝塚3歳Sまで3連勝し、11月の京都オープンで同じソロナウェー産駒キーストンの2着、阪神3歳Sはエイトクラウンの3着に入る。1965年（4歳）はオープンを2着、1着とし、桜花賞はエイトクラウンと人気を分けあって2番人気に支持されたが、12着と初めての大敗を喫す。その後は馬主の変更により阪神・橋田俊三厩舎から東京・田中和夫厩舎に移籍し、転厩初戦の4歳牝馬特別で桜花賞馬ハツユキの4着と盛り返す。優駿牝馬は桜花賞、トライアルと連勝し人気が予想されたハツユキが出走回避、混戦模様になった。ハツユキに乗っていた加賀武見がベロナを選択し、当日は4番人気に支持されて鮮やかに逃げ切った。1番人気ビユーテイロツクは9着、3番人気エイトクラウンは16着に大敗。なお当日、角栄はその時山一證券が経営危機の真っ只中（その後日銀特融を行った）であったことからテレビで観戦していたが、ベロナの快走に「行け、行け、やったあ!」と雄叫びを上げるほど大喜びしていた。同年のクラシックはソロナウェー産駒の当たり年で、桜花賞馬ハツユキ、オークス馬ベロナ、ダービー馬キーストンを送り出した。その後は日本短波賞でカブトシローを破って連勝し、秋はクイーンステークスから始動して2着。続くセントライト記念はクイーンSを勝ったキクノスズランが牡馬を負かすも、ベロナは12着と桜花賞以来の大敗で同年シーズンを終えた。同年は8戦3勝で重賞2勝の成績が評価され、啓衆社賞最優秀4歳牝馬に選定されている。1966年（5歳）は3着、3着、5着、10着と着順を下げていくが、9月の東京オープンで人気に応えて優駿牝馬以来1年ぶりの勝利。目黒記念 (秋)で4着と好走し、天皇賞（秋）は競走中止で引退。
天皇賞の時の故障が原因で予後不良となるが、無事に引退できたなら、初年度の交配はヒンドスタンが予定されていた。
現在は道の駅サラブレッドロード新冠の優駿の碑に石碑が設立されている。

## 競走成績
成績表はnetkeiba.comの情報に基づく。
| 競走日 | 競走日 | 競走日 | 競馬場 | 競走名           | 距離（馬場）  | 頭 数 | 枠 番 | 馬 番 | 人気 | 着順 | タイム | 騎手     | 斤 [kg] | 勝ち馬 /（2着馬）  |
| ------ | ------ | ------ | ------ | ---------------- | ------------- | ----- | ----- | ----- | ---- | ---- | ------ | -------- | ------- | ------------------ |
| 1964.  | 07.    | 12     | 小倉   | 3歳              | 芝1000m（良） | 7     | 6     | 7     | 01人 | 02着 | 1:00.0 | 須貝彦三 | 50      | シルバーヤング     |
|        | 07.    | 25     | 小倉   | 小倉3歳特別      | 芝1200m（良） | 7     | 6     | 6     | 01人 | 01着 | 1:12.5 | 須貝彦三 | 50      | (シルバーヤング)   |
|        | 10.    | 03     | 京都   | 3歳S             | 芝1200m（良） | 5     | 2     | 2     | 03人 | 01着 | 1:12.8 | 須貝彦三 | 51      | (タイイサミ)       |
|        | 10.    | 24     | 阪神   | 宝塚3歳S         | 芝1400m（稍） | 7     | 4     | 4     | 01人 | 01着 | 1:26.2 | 須貝彦三 | 52      | (キヨウエイホマレ) |
|        | 11.    | 15     | 京都   | 3歳              | 芝1200m（稍） | 6     | 5     | 5     | 03人 | 02着 | 1:14.3 | 須貝彦三 | 53      | キーストン         |
|        | 12.    | 20     | 阪神   | 阪神3歳S         | 芝1600m（良） | 6     | 1     | 1     | 02人 | 03着 | 1:37.7 | 須貝彦三 | 51      | エイトクラウン     |
| 1965.  | 01.    | 09     | 京都   | 4歳              | 芝1400m（不） | 8     | 2     | 2     | 01人 | 02着 | 1:27.8 | 須貝彦三 | 53      | アストウエー       |
|        | 03.    | 21     | 阪神   | 4歳              | 芝1600m（良） | 11    | 8     | 11    | 01人 | 01着 | 1:38.5 | 須貝彦三 | 53      | (ミスニシキ)       |
|        | 04.    | 04     | 阪神   | 桜花賞           | 芝1600m（良） | 23    | 7     | 19    | 02人 | 12着 | 1:39.7 | 須貝彦三 | 55      | ハツユキ           |
|        | 05.    | 03     | 東京   | 4歳牝馬特別      | 芝1800m（不） | 10    | 7     | 7     | 06人 | 04着 | 2:00.8 | 野平好男 | 53      | ハツユキ           |
|        | 05.    | 23     | 東京   | 優駿牝馬         | 芝2400m（良） | 17    | 2     | 3     | 04人 | 01着 | 2:31.3 | 加賀武見 | 55      | (ベストルーラー)   |
|        | 06.    | 20     | 中山   | 日本短波賞       | 芝1800m（良） | 7     | 2     | 2     | 03人 | 01着 | 1:51.5 | 野平好男 | 55      | (ヒガシソネラオー) |
|        | 09.    | 19     | 中山   | クイーンS        | 芝2000m（良） | 11    | 6     | 7     | 01人 | 02着 | 2:04.3 | 加賀武見 | 56      | キクノスズラン     |
|        | 10.    | 03     | 中山   | セントライト記念 | 芝2400m（良） | 16    | 4     | 8     | 04人 | 10着 | 2:32.0 | 野平好男 | 56      | キクノスズラン     |
| 1966.  | 02.    | 26     | 東京   | 5歳以上          | 芝1700m（不） | 12    | 1     | 1     | 06人 | 03着 | 1:46.1 | 笹倉武久 | 52      | クリデイ           |
|        | 04.    | 09     | 中山   | 5歳以上          | 芝1800m（重） | 7     | 2     | 2     | 01人 | 03着 | 1:55.9 | 笹倉武久 | 53      | スターコキトール   |
|        | 05.    | 01     | 中山   | 中山記念         | 芝1800m（重） | 14    | 5     | 7     | 02人 | 06着 | 1:55.4 | 加賀武見 | 52      | フジイサミ         |
|        | 05.    | 21     | 東京   | 5歳以上          | 芝1800m（良） | 10    | 7     | 8     | 02人 | 10着 | 1:54.3 | 笹倉武久 | 54      | キヨトミ           |
|        | 09.    | 24     | 東京   | 4歳以上          | 芝1600m（不） | 4     | 2     | 2     | 01人 | 01着 | 1:41.6 | 野平好男 | 55      | (カツラクラウン)   |
|        | 10.    | 16     | 東京   | 目黒記念（秋）   | 芝2500m（良） | 7     | 3     | 3     | 04人 | 04着 | 2:37.1 | 野平好男 | 51      | ハマテツソ         |
|        | 11.    | 03     | 東京   | 天皇賞（秋）     | 芝3200m（良） | 12    | 4     | 4     | 10人 | 中止 |        | 野平好男 | 56      | コレヒデ           |

## 血統表
| ベロナの血統                         | ベロナの血統               | ベロナの血統      | （血統表の出典） | （血統表の出典） |
| 父 *ソロナウエー Solonaway 1946 鹿毛 | 父の父Solferino 1940 鹿毛  | Fairway           | Phalaris         | Phalaris         |
| 父 *ソロナウエー Solonaway 1946 鹿毛 | 父の父Solferino 1940 鹿毛  | Fairway           | Scapa Flow       |                  |
| 父 *ソロナウエー Solonaway 1946 鹿毛 | 父の父Solferino 1940 鹿毛  | Sol Speranza      | Ballyferis       | Ballyferis       |
| 父 *ソロナウエー Solonaway 1946 鹿毛 | 父の父Solferino 1940 鹿毛  | Sol Speranza      | Sunbridge        |                  |
| 父 *ソロナウエー Solonaway 1946 鹿毛 | 父の母Anyway 1935 鹿毛     | Grand Glacier     | Grand Parade     | Grand Parade     |
| 父 *ソロナウエー Solonaway 1946 鹿毛 | 父の母Anyway 1935 鹿毛     | Grand Glacier     | Glaspia          |                  |
| 父 *ソロナウエー Solonaway 1946 鹿毛 | 父の母Anyway 1935 鹿毛     | The Widow Murphy  | Pomme-de-Terre   | Pomme-de-Terre   |
| 父 *ソロナウエー Solonaway 1946 鹿毛 | 父の母Anyway 1935 鹿毛     | The Widow Murphy  | Waterwitch       |                  |
| 母 ミスサカエ 1955 鹿毛              | 母の父シマタカ 1944 鹿毛   | *プリメロ Primero | Blandford        | Blandford        |
| 母 ミスサカエ 1955 鹿毛              | 母の父シマタカ 1944 鹿毛   | *プリメロ Primero | Athasi           |                  |
| 母 ミスサカエ 1955 鹿毛              | 母の父シマタカ 1944 鹿毛   | 第参マンナ        | *シアンモア      | *シアンモア      |
| 母 ミスサカエ 1955 鹿毛              | 母の父シマタカ 1944 鹿毛   | 第参マンナ        | マンナ           |                  |
| 母 ミスサカエ 1955 鹿毛              | 母の母セフトニヤ 1945 鹿毛 | *セフト Theft     | Tetratema        | Tetratema        |
| 母 ミスサカエ 1955 鹿毛              | 母の母セフトニヤ 1945 鹿毛 | *セフト Theft     | Voleuse          |                  |
| 母 ミスサカエ 1955 鹿毛              | 母の母セフトニヤ 1945 鹿毛 | 第五デヴオーニア  | *ポリグノータス  | *ポリグノータス  |
| 母 ミスサカエ 1955 鹿毛              | 母の母セフトニヤ 1945 鹿毛 | 第五デヴオーニア  | *デヴオーニア    |                  |
| 母系(F-No.)                          | (FN:F10-d)                 | (FN:F10-d)        | (FN:F10-d)       | [ § 2 ]          |
| 5代内の近親交配                      | Polymelus5×5×5             | Polymelus5×5×5    | Polymelus5×5×5   | [ § 3 ]          |
| 出典                                 | 1. 2. 3.                   | 1. 2. 3.          | 1. 2. 3.         | 1. 2. 3.         |